# 間辺朋美
間辺 朋美（まなべ ともみ、1988年 - ）は日本で活動するミュージカル俳優および元バレリーナである。神奈川県出身。劇団四季所属。

## 来歴
5歳からクラシックバレエを始め横浜創学館高等学校卒業後2007年4月に新国立劇場バレエ研修所へ第4期研修生として入所する。その後新国立劇場バレエ団に入団しバレエダンサーとして活動していた。2012年7月に劇団四季オーディションに合格し入団。同年10月31日に開幕したウエストサイド物語東京公演のポーリン役初日キャストとして初舞台への出演を果たした。

## 主な出演作品
- ウエストサイド物語（2012年ポーリン）
- 劇団四季ソング&ダンス60 ようこそ劇場へ（2013年ダンスパート）
- 思い出を売る男（2014年シルエットの女）
- キャッツ（2016年～タントミール）
- はだかの王様 （2018年ペテン師スリップ）
- クレイジーフォーユー （2023年テス）
- ウィキッド（2024年 女性アンサンブル）